# Киевская операция (январь 1919)
Киевская операция (18 января — 5 февраля 1919) — наступательная операция соединений Украинской Красной армии (командующий  В. А. Овсеенко, командиры Н. А. Щорс и В. Н. Боженко) против Армии УНР (командующий С. В. Петлюра) по овладению Киевом во время Гражданской войны Составная часть общего наступления Украинского фронта на Украине.
22 января был занят Нежин.
24 января Красная армия подошла к Броварам и после ожесточённых боёв заняла город.
5 февраля, после трёхдневных боёв, Красная армия вступила в Киев.